# Chemelil
Chemelil est une ville du Kenya située dans la province du Nyanza.